# (996) Хиларитас
(996) Хиларитас (лат. Hilaritas) — астероид главного пояса астероидов, принадлежащий к спектральному классу B. Астероид был открыт 21 марта 1923 года австрийским астрономом Иоганном Пализой в Венской обсерватории, Австрия и назван после смерти первооткрывателя в честь римских богинь радости Харит и самой радости — черты характера присущие первооткрывателю. Название было дано австрийским астроном Йозефом Реденом и второй женой первооткрывателя Анной Пализой.

## Орбита
Орбита астероида лежит во внутренней части главного пояса астероидов. Большая полуось орбиты 3,09 а.е. Орбита имеет достаточно большую вытянутость, эксцентриситет равен 0,14063 и практически не имеет наклона, он равен 0,66°.
Параметры орбиты близки к параметрам орбит астероидов семейства Фемиды. Скорее всего астероиды этого семейства образовались в результате разрушения родительского тела.

## Физические характеристики
На основе кривых блеска был получен период вращения астероида равный 10,052 ± 0,001 часа с изменением яркости 0,65 ± 0,03 величины.
Спектральные характеристики (B-V)=0,686 (U-B)=0,392 соответствуют углеродным астероидам класса B. Это достаточно редкий класс и не характерный для астероидов семейства Фемиды.
На основе данных о блеске и альбедо вычислен диаметр астероида, который составляет 29 км.